# Chusquea heterophylla
Chusquea heterophylla är en gräsart som beskrevs av Christian Gottfried Daniel Nees von Esenbeck. Chusquea heterophylla ingår i släktet Chusquea och familjen gräs. Inga underarter finns listade i Catalogue of Life.